# Sur incises
« Incises » redirige ici. Pour les autres significations, voir Propositions incises.

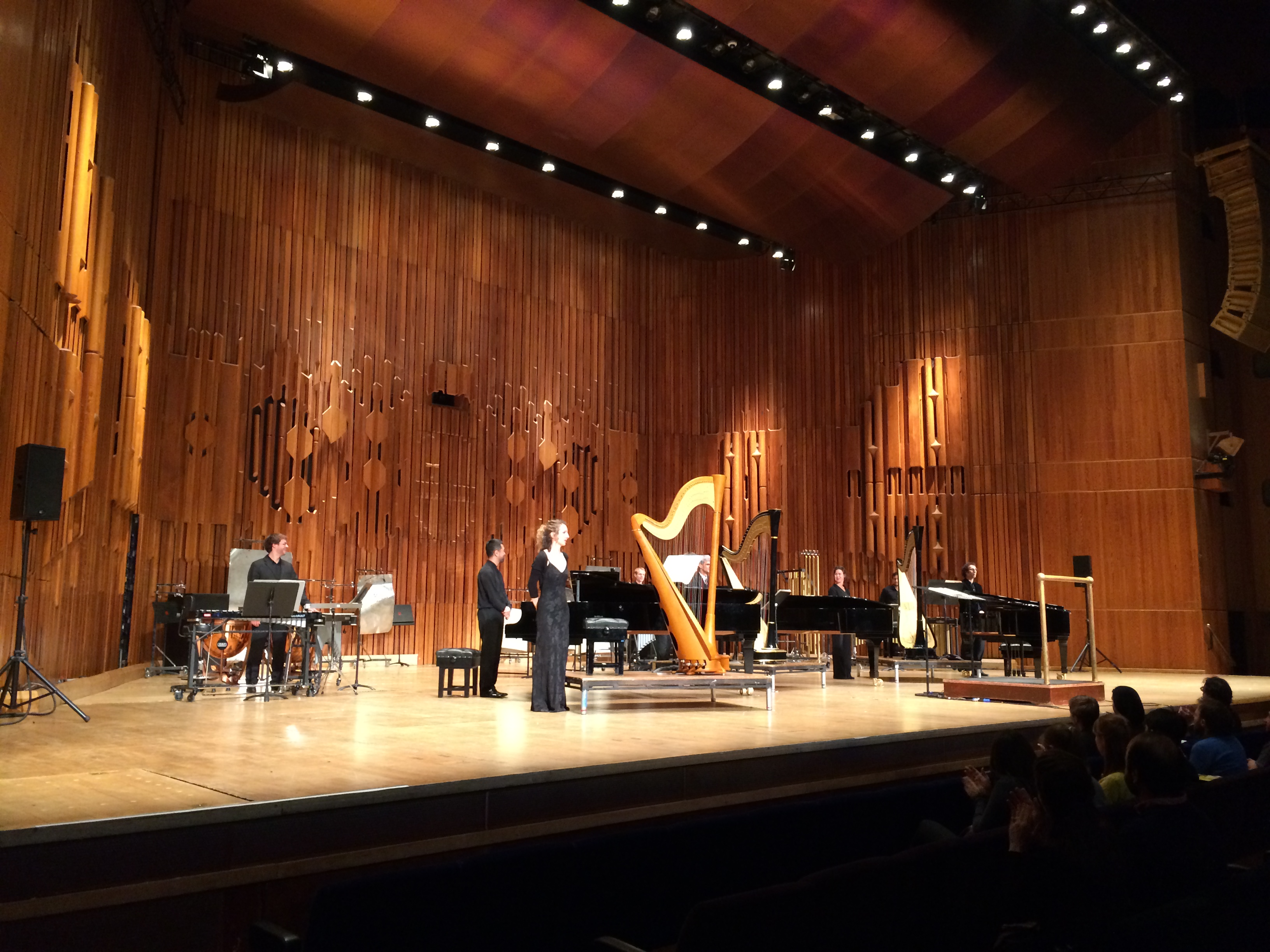
La disposition très précise de l'effectif sur l’espace scénique de Sur incises. L'Ensemble intercontemporain, après un concert au Barbican Centre à Londres, en 2015.

Incises et Sur Incises sont deux compositions de Pierre Boulez.

## Incises
Incises est une pièce pour piano seul, composée en 1994 et révisée en 2001. L'œuvre est créée dans sa version primitive, écrite à la demande de Luciano Berio et Maurizio Pollini, destinée à un concours de piano Umberto Micheli, donnée à Milan, le 21 octobre 1994,.
- Durées : 3 min 29 s pour la version de 1994 et 10 min 37 s pour la version de 2001 (correspondant aux enregistrements cités).

## Sur incises
Sur incises est une œuvre de Pierre Boulez pour trois pianos, trois harpes, et trois percussions-claviers, composée entre 1996 et 1998.
Elle est dédiée à Paul Sacher, à l'occasion de son quatre-vingt-dixième anniversaire. Il s'agit d'un commentaire sur Incises, une courte pièce pour piano de Boulez de 1994. La version initiale, d'une douzaine de minutes, a été créée à Bâle, le 27 avril 1996, par le compositeur dirigeant les solistes de l'Ensemble intercontemporain. La version développée de 1998, se compose de deux « moments » :
- moments I (quatorze minutes),
- moments II (vingt-trois minutes environ).

Boulez décompose spectralement par le canevas harpes/percussions la sonorité des 3 pianos. Le chiffre 3 semble avoir été choisi comme compromis, pour éviter les ressemblances avec les deux pianos de la Sonate pour deux pianos et percussion de Béla Bartók et les 4 pianos des Noces de Stravinsky,. De plus cette combinaison permet, par une « répartition très précise de cet effectif sur l’espace scénique », des échanges pianistiques qui confinent à la joute virtuose, ainsi que l'exprime Boulez lui-même : « [...] cette combinaison présentait encore un autre atout : en attribuant à chaque instrumentiste d'amples cadences – un seul pianiste aurait eu du mal à venir à bout de toute la partie virtuose et les autres se seraient ennuyés –, j'ai pu mettre les trois pianistes en situation de compétition. » Le son voyage entre les trois groupes de trois instrumentistes – conduits, chacun, par un piano meneur, accompagné d'une harpe et d'instruments de percussion.
L'œuvre de départ, Incises pour piano seul, est considérablement développée : « J’étais très désireux d’écrire une œuvre dont on puisse éprouver la trajectoire sur une longue période de temps » confie Boulez. Le « moment un » s'articule en une vaste introduction (pulvérisant le matériau thématique) et d'une sorte d'exposition amplifiant légèrement l'œuvre initiale Incises, avec une férocité rythmique évoquant les deux premières sonates pour piano de Boulez, nées cinquante ans plus tôt.
Le « moment deux » directement enchaîné (par un sas faisant la part belle aux résonances des steel drums – des tambours en acier, instruments populaires utilisés pour la première fois par Boulez qui les avaient découvert aux Antilles dans les années 1950), devient une sorte de commentaire en variations continues, menant à un large climax, auquel succède une cadence, disloquant les groupes et le matériau. Après la création à Édimbourg, Boulez a décidé de laisser non dirigée cette séquence de fin : le chef baissant spectaculairement les bras et laissant le flux musical doucement s'étioler.
Quoique parfaitement circonscrite dans l'espace-temps de sa composition (1996–1998, après l'original de 1994), l'œuvre demeure ouverte ; le compositeur se réservant la possibilité de développer ce work in progress (littéralement « œuvre en progrès », œuvre en train de se faire) dans le sens de la grande trajectoire wagnérienne ou mahlérienne, le « moment deux » – un peu à la manière de Dérive II pour onze instruments (1988), amplifiée dans sa version de 2006, d'un long, large et émouvant mouvement lent.
En 2001, Pierre Boulez a reçu pour cette œuvre, le Grawemeyer Award.

## Éditions
- Incises Universal Edition, 2001[2] (ISMN 979-0-008-06546-0).
- Sur Incises Universal Edition, 2001[7], (ISMN 979-0-008-08027-2) (BNF 39643363).

## Enregistrements
- Incises - Gianluca Cascioli (décembre 1995, DG 447 766-2)
- Incises - David Fray, piano (juin 2005, Virgin 385787 2) (OCLC 150610191)
- Incises - Dimitri Vassilakis, piano (2012, 3SACD Cybele Records KiG 004 / DG 480 6828 « Œuvres complètes » CD 11) (OCLC 811822825 et 858605501)
- Sur Incises - Solistes de l'ensemble intercontemporain : Dimitri Vassikalis, Hidéki Nagano, Florent Boffard, pianos I, II et III ; Frédérique Cambreling, Sandrine Chatron, Marianne Le Mentec, harpes I, II et III ; Vincent Bauer, Michel Cerutti, Daniel Ciampolini, percussions I, II et III, dir. Pierre Boulez (décembre 1999, DG 477 6351 / 13CD DG 480 6828 « Œuvres complètes » CD 11)[12] (OCLC 917200030 et 858605501)
- Introduction à Sur incises de Pierre Boulez - présentation de Stéphane Goldet ; avec D. Vassilakis, F. Cambreling, P. Boulez (2000, Guide d'écoute no 4, DG 469 0602 Hors commerce) (OCLC 659238769), (BNF 38480283)

## Documentaire
- Une leçon de Pierre Boulez, sur Incises (novembre 1999), réalisation : Andy Sommer ; production : Idéale Audience / La Cinquième / Universal Edition AG Wien[13],[14]. Boulez présente l'œuvre devant un jeune public, détaillant la genèse et l'organisation de la composition, n'hésitant pas à ralentir le mouvement, à isoler des éléments pour les mettre en évidence.